# Ridott (Illinois)
Ridott es una villa ubicada en el condado de Stephenson en el estado estadounidense de Illinois. En el Censo de 2010 tenía una población de 164 habitantes y una densidad poblacional de 620,79 personas por km².

## Geografía
Ridott se encuentra ubicada en las coordenadas 42°17′50″N 89°28′38″O / 42.29722, -89.47722. Según la Oficina del Censo de los Estados Unidos, Ridott tiene una superficie total de 0.26 km², de la cual 0.26 km² corresponden a tierra firme y (0%) 0 km² es agua.

## Demografía
Según el censo de 2010, había 164 personas residiendo en Ridott. La densidad de población era de 620,79 hab./km². De los 164 habitantes, Ridott estaba compuesto por el 95.73% blancos, el 2.44% eran afroamericanos, el 0% eran amerindios, el 0% eran asiáticos, el 0% eran isleños del Pacífico, el 0.61% eran de otras razas y el 1.22% pertenecían a dos o más razas. Del total de la población el 0.61% eran hispanos o latinos de cualquier raza.